# Gran Finlandia

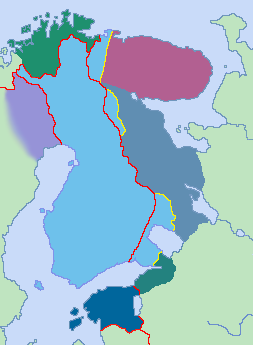
El territorio actual de Finlandia está situado en la parte occidental de la zona señalada en azul claro, (la parte oriental de la zona señalada en azul claro, tras la línea roja: Petsamo, Salla y Carelia, fue cedida a Rusia en 1940). La Gran Finlandia incluye algunos de los territorios que previamente fueron habitados por etnias relacionadas con los finlandeses, incluyendo la Karelia Oriental (en azul grisáceo), Estonia (en azul oscuro), Ingria (en turquesa), la región de Finnmark (en verde), y parte del Valle del Torne (en morado). El gráfico incluye las fronteras de Finlandia tras el Tratado de Tartu de 1920 y el Tratado de París (1947)

La Gran Finlandia (en finés: Suur-Suomi) es una idea del período de entreguerras, nacida en los movimientos irredentistas basados en el «panfinlandismo», que tuvo su expresión como una versión finlandesa de los nacionalismos europeos previos a la Segunda Guerra Mundial. La idea era la de un hipotético Estado que incluyese tanto los territorios que hoy conforman Finlandia como los habitados por pueblos étnicamente relacionados con el pueblo finés: fineses, karelios, saamis, estonios, ingrios y kvens. La idea de la 'Gran Finlandia creció espectacularmente en popularidad e influencia alrededor de 1917, coincidiendo con la independencia finlandesa, y fue declinando y perdiendo su importancia y apoyo tras la Segunda Guerra Mundial y la guerra de Continuación.
La versión más extendida del concepto de la Gran Finlandia sería la que estuviese delimitada por los así llamados «límites naturales», que incluyesen los territorios habitados por fineses y karelios, alcanzando desde el mar Blanco al lago Onega, y a lo largo del río Svir y el río Nevá (o, más modestamente, el río Sestrá), hasta el golfo de Finlandia. Algunos seguidores de esta idea incluían también Ingria, Estonia, la región de Finnmark y el valle del Torne. 
Desde el pensamiento más utópico e irredento la idea más extensa de la Gran Finlandia incluiría asimismo el área comprendida entre los territorios completos del golfo de Botnia hasta los montes Urales, e incluso más allá hasta determinadas áreas de la Siberia occidental, donde aún sobreviven algunos hablantes de lenguas urálicas.

## Historia
En Finlandia, el interés por los paisajes y la cultura de Carelia fue expresado primeramente por un fenómeno cultural propio del siglo XIX y denominado «carelianismo». Más tarde, algunas de las ideas conectadas con este movimiento serían utilizadas por los impulsores de la Gran Finlandia.

### Guerras en los inicios delsigloXX
Tras la declaración de independencia de Finlandia de 1917, en conexión con la Revolución de Octubre y la guerra civil rusa, la situación de las áreas adyacentes a la frontera oriental finlandesa, habitadas por pueblos fineses, se consideraba inestable y propicia a su explotación por parte del activismo nacionalista finlandés. Por ejemplo, tropas voluntarias finlandesas llevaron a cabo algunas operaciones más allá de la frontera, en territorio ruso. Estas actividades, así como la participación de voluntarios finlandeses en la guerra de Liberación estonia (1919-1920) son conocidas dentro de la historia de Finlandia como heimosodat («guerras de los pueblos gemelos», en el sentido de que serían conflictos relacionados con el parentesco de los finlandeses).